# Bombardement stratégique

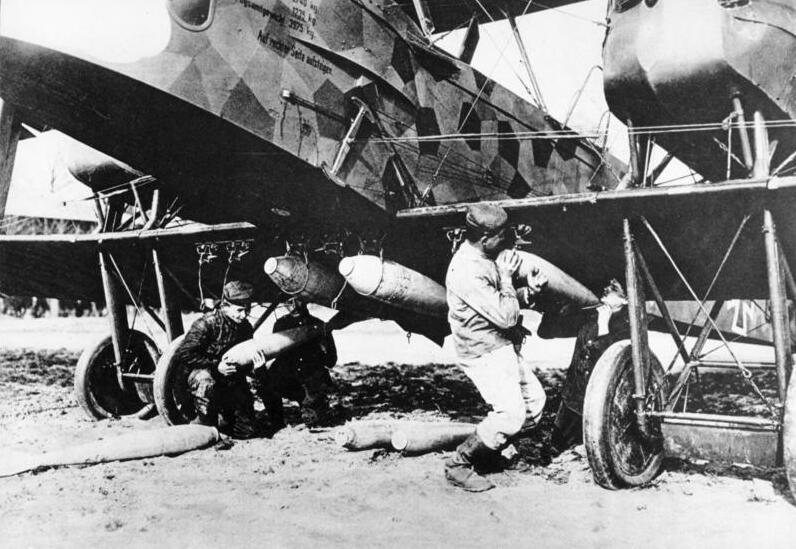
Bombes montées sous un biplan Gotha G-V de la Luftstreitkräfte en novembre 1917.

Le bombardement stratégique est un bombardement aérien qui a pour objet d'attaquer les structures militaires d'un ennemi, son complexe militaro-industriel et son économie en détruisant ses mines, ses usines, ses infrastructures. En détruisant ses villes, ses réseaux d'approvisionnement en vivres et les habitants civils, il vise aussi à saper le moral de la population en instaurant la terreur des bombes. Il se distingue ainsi du bombardement tactique pratiqué sur le champ de bataille et qui sert à appuyer ou couvrir un mouvement de troupes ou à détruire ou immobiliser les troupes adverses.

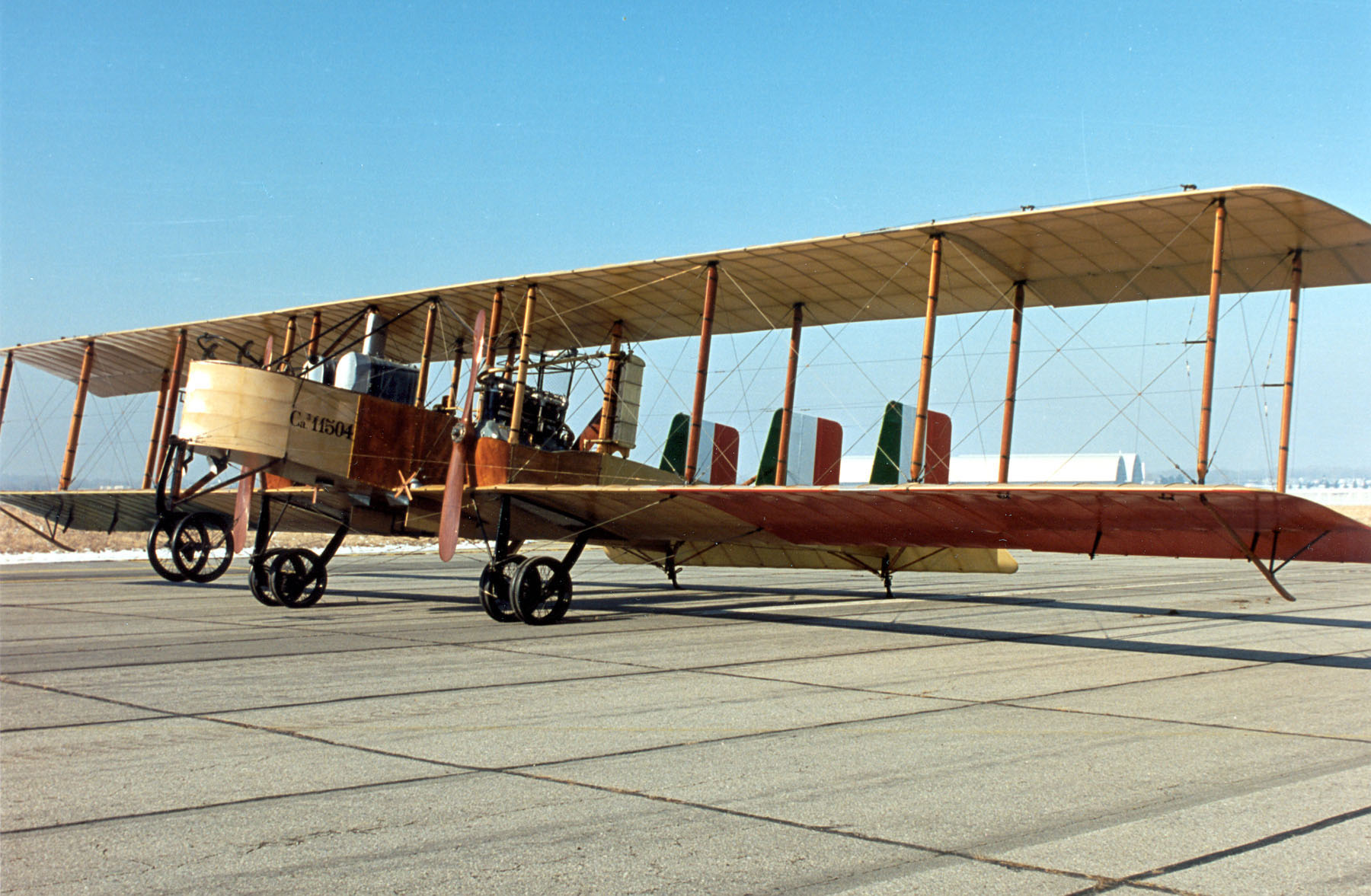
Bombardier italien Caproni Ca.33 de la Première Guerre mondiale.

## Description
Dès le début de la Première Guerre mondiale, les avions et les Zeppelins sont utilisés pour larguer des engins explosifs sur l'ennemi. Environ un an après apparaissent les premiers avions spécialisés dans le bombardement. C'est l'apparition du bombardement tactique dont le but est de frapper directement les troupes ennemies, les points forts ou les équipements généralement à une distance relativement courte de la ligne de front : on dit alors qu'il est limité au « théâtre des opérations ».
Les bombardiers stratégiques sont donc de gros avions à long rayon d'action, capables de frapper très loin de grandes cibles (par exemple, une ville, un complexe industriel) derrière les lignes ennemies, tandis que les bombardiers tactiques sont plus petits et conçus pour toucher de petites cibles (par exemple, un véhicule blindé). Les bombardiers stratégiques attaquent plutôt les cibles comme les centres de commandement, bâtiments administratifs, usines, les chemins de fer, les installations de communication ou bien encore les raffineries de pétrole ou les villes, et ont pour but de gêner ou d'empêcher les communications et les approvisionnements adverses, ou de saper le moral de la population ennemie, soutien indispensable de l'armée présente au front. Le bombardement tactique attaque les concentrations de troupes, les matériels militaires, les aérodromes, les réserves de munitions. Il a pour rôle d'empêcher l'adversaire d'attaquer ou de se défendre, ou de contribuer à une offensive. En résumé, le bombardement tactique agit sur les forces armées de l'adversaire, le bombardement stratégique agit sur la structure socio-économique d'un pays. Ainsi, par exemple, l'emploi des armes nucléaires entre généralement dans cette seconde catégorie.

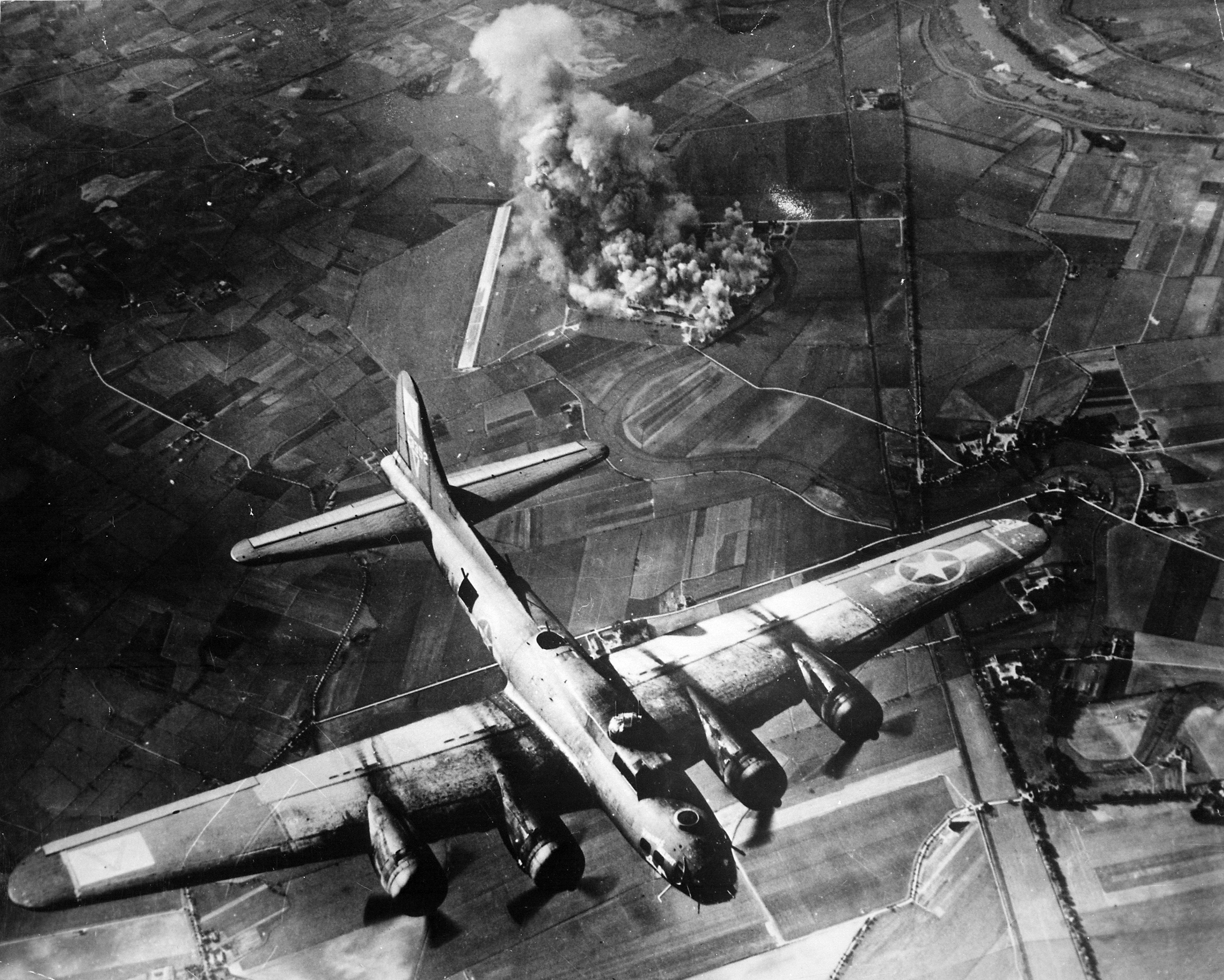
Un des premiers raids de la USAAF sur l'Allemagne, en 1943 avec un B-17. La cible est l'usine aéronautique Focke-Wulf de Marienbourg. La perd 80 bombardiers et 800 hommes dans l'opération.

## Origines: de La Haye à l'entre-deux-guerres

### Conférences de La Haye de 1899 et 1907

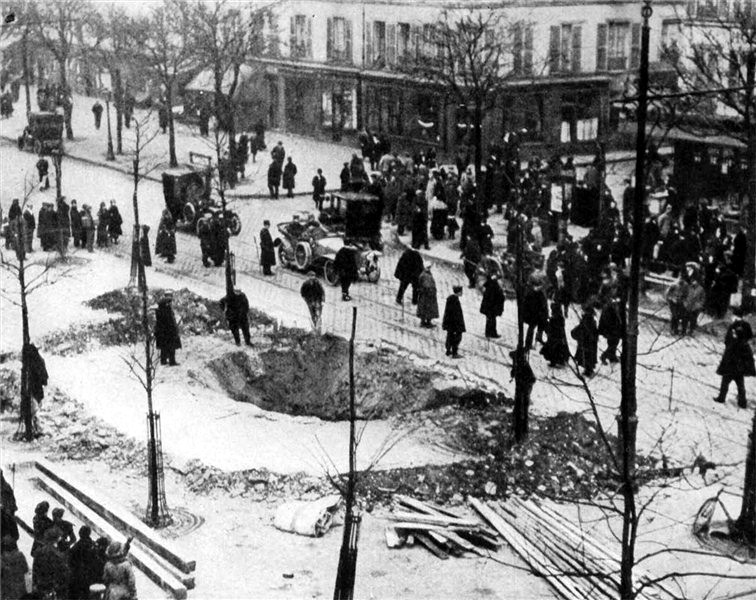
Cratère d'une bombe de Zeppelin lâchée sur Paris pendant la Première Guerre mondiale.

Dès la première conférence de La Haye (1899), les puissances s'accordent toutes, à l'exception de la Grande-Bretagne, à signer une proposition interdisant pendant cinq ans « le lancement de projectiles ou de matériaux explosifs à partir de ballons ou d'autres engins volants ». L'usage militaire d'aéronefs (montgolfières, zeppelins, etc.) avait en effet connu une première dès la bataille de Fleurus (1794), puis lors de la guerre de Sécession. À la fin du XIXe siècle, on commence alors à redouter l'usage de cette nouvelle arme, comme en témoigne l'importante littérature sur le sujet (cf. par exemple The Struggle for Empire (1900) de Robert W. Cole (en), La Guerre dans les airs de H. G. Wells, en 1907, Unparalled Invasion (1910) de Jack London, Easy as ABC de Rudyard Kipling, etc.) d'où ce moratoire.
Le principe de l'interdiction de la guerre aérienne est ré-affirmé lors de la conférence de La Haye de 1907, mais reste lettre morte : mis à part l'Autriche-Hongrie, les principales puissances refusent de signer la déclaration ; en conséquence, personne ne la ratifie. Néanmoins, la IVe Convention de La Haye (1907), encore en vigueur aujourd'hui, déclarait (art. 25) : « Il est interdit d'attaquer ou de bombarder, par quelque moyen que ce soit, des villes, villages, habitations ou bâtiments qui ne sont pas défendus. ». Au niveau juridique, toute la question repose donc sur la portée de l'expression « qui ne sont pas défendus ». L'expression « par quelque moyen que ce soit » inclut nécessairement les attaques aériennes.
C'est au nom de ces conventions que l'Allemagne fut condamnée lors du procès du tribunal arbitral Grèce-Allemagne (1927-1930) pour le bombardement des villes neutres de Salonique et Bucarest en 1916.

### Premiers bombardements aériens en Afrique du Nord

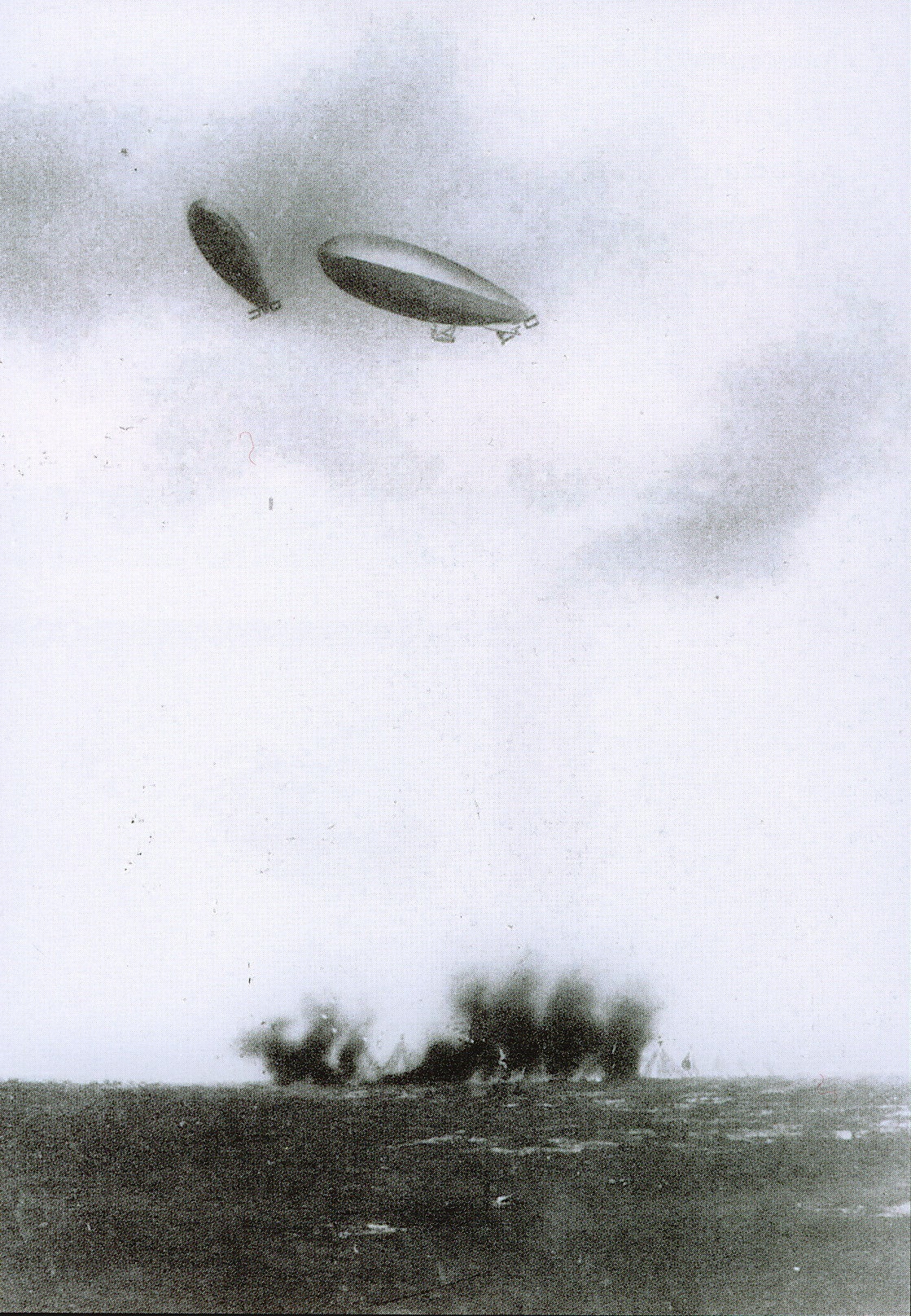
Dirigeables italiens bombardant des positions ottomanes en Libye. La guerre de Libye (1911-12) fut la première guerre où des bombardements furent menés par des avions et des dirigeables.

La guerre de Libye (1911-1912), opposant l'Italie à l'Empire ottoman, est la première où l'aviation est utilisée pour bombarder une ville, Tripoli, le 26 octobre 1911. Le 1er novembre 1911, le lieutenant Gavotti bombarde les oasis d'Aïn Zara et de Tagiura, depuis une altitude de 700 m et avec des grenades développées dans ce but, sans faire toutefois aucune victime. Puis,[Quand ?] le village de Ben Carrich, village marocain au sud de Tétouan, est bombardé par les Espagnols, qui lancent pour la première fois par voie aérienne des bombes à fragmentation.

### De la Première à la Seconde Guerre mondiale: de l'élaboration de la théorie du bombardement stratégique à sa mise en pratique
Pendant la Première Guerre mondiale, les attaques aériennes s'étaient essentiellement initialement limitées à des opérations de reconnaissance, voire au mitraillage au sol, puis à des opérations de bombardements sur les concentrations de troupes, les gares et dépôts de munitions. Des avions isolés, puis des dirigeables zeppelins et Schütte-Lanz puis des bombardiers allemands frappent ponctuellement Paris dès 1914 pour tenter de briser le moral de la population. L'Angleterre est touchée à partir de janvier 1915, les raids à l'intérieur de la Grande-Bretagne sont menés par un total de 84 dirigeables qui effectueront un total de 51 raids tuant 557 personnes et perdront 30 appareils puis à partir du 25 mai 1917 par des bombardiers Gotha G. Londres est bombardée pour la première fois par avions lors de la troisième tentative, le 13 juin en début d'après-midi lorsque 18 bimoteurs du Kagohl 1 décollant de Gand frappent la capitale britannique sans résistance et font 162 tués et 426 blessés, le plus lourd bilan lors d'un raid. Devant l'opposition de la chasse britannique qui rappela deux de ses meilleures escadrilles de chasse du Front de l’Ouest, les Gotha sont obligés d'opérer de nuit après juillet 1917. À la suite du renforcement de la Royal Air Force et de l'intensification des barrages de ballons, ils cessent toute activité contre la Grande-Bretagne en mai 1918 après un total de 27 raids lors desquels 112 tonnes de bombes furent larguées, faisant 835 tués et 1 990 blessés, pour la perte de 60 appareils.
Les Gotha prirent une part importante dans la destruction d'un important nœud ferroviaire à Cernavodă qui permit aux Allemands de bloquer le ravitaillement et les renforts de troupes roumaines.
En France, Dunkerque est une cible régulière et Paris est bombardé plusieurs fois en 1918 à la suite des percées allemandes sur le front de l'Ouest. Les dommages dans la capitale française sont de même ordre de grandeur que ceux provoqués par les Pariser Kanonen, l’artillerie à longue portée allemande pilonnant la ville, avec 244 morts contre 256.
L'entre-deux-guerres vit l'élaboration d'une doctrine militaire du « bombardement stratégique », fondée sur le concept de guerre totale et qui préconisait l'anéantissement des capacités industrielles de l'ennemi, ce qui devrait permettre, en théorie, de gagner une guerre en quelques jours.
Ainsi, dans Il Dominio dell'Aria (1921, traduit en allemand en 1935, en anglais en 1942 et traduit intégralement en français en 2007 sous le titre La maîtrise de l'air), le général italien Giulio Douhet, commandant d'une escadrille de l'air en 1914-18, affirmait que sous l'effet de l'aviation, la guerre se voyait profondément transformée, rendant périmée la distinction entre combattants et civils. Puisque l'usage du gaz moutarde, qui pouvait être diffusé par voie aérienne, représentait une menace terrible, contre laquelle on ne pouvait se défendre, il fallait, selon ce premier théoricien des bombardements stratégiques, prôner une attaque préventive, fondée sur le bombardement des villes et centres vitaux. Dès 1915, le mathématicien britannique Frederick Lanchester avait soutenu des thèses analogues dans Aircraft in Warfare, affirmant : « La capacité d'anéantir les villes ennemies est nécessaire comme argument de dissuasion ». Une telle position devint célèbre lorsque Stanley Baldwin, l'un des chefs des tories britanniques, déclara devant le Parlement, le 10 novembre 1932, qu'aucune puissance ne pouvait protéger l'homme de la rue du bombardement aérien, et que dès lors la seule défense résidait dans l'attaque : son discours devint célèbre par la phrase The bomber will always get through.
Liddell Hart, qui deviendra un critique virulent du bombardement aérien lors de la Seconde Guerre, ou Billy Mitchell, théorisent également le bombardement aérien, Mitchell y voyant un moyen d'assurer la paix en matant rapidement les rébellions (Winged Defense, 1925, qui fait allusion aux opérations britanniques en Irak). Mitchell avait notamment dirigé les opérations aériennes lors de la bataille de Saint-Mihiel (septembre 1918), romantisé au cinéma dans Les Ailes (1927) de W. Wellman, et qui impliquèrent 1 500 avions.

### Conflits coloniaux des années 1920, un terrain d'expérimentation
Ces théories sont mises en pratique lors des conflits coloniaux de l'entre-deux-guerres, et ce dès 1919, lors de la guerre britannique au Somali contre le mollah Mohammed Abdullah Hassan. La Grande-Bretagne avait déjà bombardé les Pachtounes, en Inde (dans l'actuelle frontière du Nord-Ouest pakistanaise) en 1915 ; les bombardiers furent aussi utilisés au Darfour, en 1916, puis en juin 1917, pour réprimer la révolte de Mashud, près de l'Afghanistan. En 1919, Arthur Harris, qui sera surnommé « Harris le boucher » ou « le bombardier » en 1939-45, commande une escadrille aérienne lors de la troisième guerre anglo-afghane, et bombarde Dacca, Djalalabad et Kaboul.
En 1920, c'est au tour d'Enzeli, en Iran, d'être bombardé, avant la répression, par voie de bombardements aériens, d'une révolte en Transjordanie britannique. En 1925, c'est Chefchaouen, au Maroc, qui est bombardé par l'Espagne lors de la guerre du Rif, opération à laquelle participe Franco. Puis Hama, Suayda et Damas (1 000 victimes le 18 octobre 1925), bombardés par les Français lors de la grande révolte syrienne.
Le bombardement aérien devient pratique courante pour maintenir l'ordre dans les colonies, comme l’ont subi des Hottentots en 1928, par exemple lors de la révolte de Bonderlzwat en Namibie.

### Conférence du désarmement de 1932
La Conférence du désarmement de 1932, menée à la Société des Nations, aborde le sujet, chargeant une commission de juristes de rédiger un texte sur Les règles de la guerre aérienne .
L'Allemagne propose l'interdiction totale des bombardements, avant de s'aligner sur la doctrine américaine, qui suggère de le limiter au « théâtre des opérations », c'est-à-dire, en jargon militaire, au « bombardement tactique ». L'inconvénient de cette position est qu'elle profite à l'agresseur, puisque les bombardements ne seraient autorisés que là où se déroulent les combats, ce que les petits pays (Suisse, Pays-Bas, Belgique) soulignent. La Grande-Bretagne défend l'interdiction totale, sauf dans le cadre d'actions policières dans des régions lointaines, c'est-à-dire lorsqu'il s'agit de l'Empire britannique. En mars 1933, on étudie le principe de l'interdiction des bombes incendiaires, dans la continuité de l'interdiction des armes chimiques et bactériologiques adoptée lors du protocole de Genève (1925). Mais l'arrivée d'Hitler au pouvoir met fin aux discussions, l'Allemagne démissionnant en octobre 1933 de la SDN.

### De la guerre d'Éthiopie à la guerre d'Espagne: les préludes européens à la Seconde Guerre mondiale
L'Italie fasciste utilise massivement le bombardement aérien, couplé au gaz moutarde, lors de l'invasion de l'Éthiopie (1935-36). Celui-ci est à nouveau massivement expérimenté lors de la guerre d'Espagne, avec le bombardement de Guernica du 26 avril 1937, mais aussi de Madrid, avec l'appui, également, de la Légion Condor, de Barcelone, auxquels participent l'Aviazione Legionaria italienne et les chasseurs allemands Heinkel He 51 (plus d'un millier de morts en mars 1938), de Durango, etc.
Ce sont également les débuts du bombardement en piqué, massivement utilisés pendant la Seconde Guerre mondiale.

## Seconde Guerre mondiale

### Invasion de la Chine

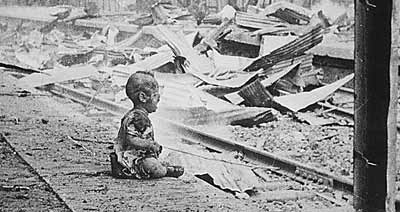
Enfant chinois pleurant dans les décombres de Shanghaï après le bombardement de la ville par le Service aérien de la Marine impériale japonaise le 28 août 1937.

Le quartier général impérial japonais autorisa de 1937 à 1945 le bombardement stratégique des villes chinoises lors de la guerre sino-japonaise de 1937-45, qui devint à partir de l'attaque de Pearl Harbor du 7 décembre 1941 l'un des théâtres d'opération de la Seconde Guerre mondiale. Les raids furent exécutés de façon indépendante par le Service aérien de l'Armée impériale et celui de la Marine. Le bombardement de Shanghaï et ceux de Chongqing, qui subit pas moins de 268 raids entre 1939 et 1942, causant la mort de plus de 5000 civils au cours des deux premiers jours, furent parmi les plus destructeurs.
Quelques mois après Guernica, la violence des bombardements à l'encontre de Nanjing et de Guangzhou, à l'automne 1937, où les bombes incendiaires visaient principalement des objectifs civils, entraîna une résolution de blâme du Comité de conseil pour l'Extrême-Orient de la Société des Nations à l'encontre du Japon. Lord Cranborne, sous-secrétaire d'État aux Affaires étrangères de Grande-Bretagne, déclara : « Les mots ne peuvent exprimer le sentiment de profonde horreur avec lequel la nouvelle de ces raids a été reçue par le monde civilisé. Ils sont souvent dirigés contre des endroits éloignés de la zone d'hostilité réelle. L'objectif militaire, s'il existe, semble prendre une place secondaire. Le but principal semble être d'inspirer la terreur par le massacre des civils... ».

### Début de la guerre en Europe
Contrairement aux Britanniques, le Troisième Reich abandonna au début l'idée de produire des bombardiers stratégiques. Après avoir intégré la Luftwaffe à l'armée et à la suite des expériences de la guerre d'Espagne, Berlin décida d'utiliser ses bombardiers comme artillerie aéroportée accompagnant les troupes au sol, escortés de chasseurs. Les Stukas allemands et les bombardiers de classe moyenne étaient très efficaces pour cette mission, quoique peu véloces dans le combat aérien. L'Allemagne utilisa des bombardiers moyens dès l'invasion de la Pologne, bombardant Varsovie en septembre 1939 (près de 20 000 morts). Le bombardement de Rotterdam (14 mai 1940) fit près d'un millier des morts et des destructions considérables, menant à la capitulation des Pays-Bas le lendemain.
L'aviation soviétique, bien qu'ayant la plus grande force de bombardiers alors en service dans les années 1930, n'a guère eu de succès lors de ses raids contre la Finlande en 1939 durant la guerre d'Hiver puis en 1940 pendant la guerre de Continuation.
Lorsque la guerre commença, la France, le Royaume-Uni et l'Allemagne se lancèrent dans le bombardement stratégique. Déchirée par des conflits internes, l'Armée de l'air française était incapable d'employer correctement ses nombreux avions modernes.
Après la reddition de la France, ce fut la bataille d'Angleterre. La majeure partie de la bataille fut presque entièrement tactique : la Luftwaffe devait préparer la voie pour l'invasion par l'armée de terre, ou à défaut détruire les capacités de résistance de la Royal Air Force (RAF) afin d'amener Londres à conclure une paix négociée.
Le Commandement des Bombardiers de la Royal Air Force fut autorisé à attaquer des cibles allemandes à l'est du Rhin le 15 mai 1940 ; le ministre de l'Air autorisa le maréchal de l'Air Charles Portal à attaquer des cibles dans la Ruhr, comprenant des installations pétrolières et autres cibles industrielles civiles participant à l'effort de guerre allemand, comme les hauts-fourneaux (auto-éclairants la nuit),.
Après le bombardement le 7 novembre 1940 du centre historique de Munich, l'Allemagne répliqua en visant six jours plus tard Londres, et ensuite Liverpool, Bristol, Belfast et Cardiff, toutes durement touchées.
Le bombardement de villes entières visait à terroriser la population — le terme de bombardement de terreur, ou terrorangriffe, avait été forgé par Goebbels pour qualifier les bombardements de zone des Alliés. Le Royaume-Uni et l'Allemagne visent tous deux les installations stratégiques — d'où le terme de bombardement « stratégique » —, lesquels sont souvent situées au sein des villes, mais aussi le moral de l'arrière. Le bombardement de Coventry (14-15 novembre 1940), au cours duquel 450 tonnes de bombes explosives et incendiaires auraient été larguées, détruisant plus de 4 500 habitations, endommageant plus des deux-tiers des bâtiments, et tuant plusieurs centaines de personnes, a été considéré, de ce point de vue, comme l'un des raids aériens allemands les plus réussis de la guerre. « Pourtant, selon Sven Lindqvist, qui souligne ce point, la production industrielle de la ville ne diminue que d'un tiers. Et au bout d'à peine un mois, elle est entièrement remise sur pied. »
Peu à peu, devant faire face à de nombreuses pertes d'avions, aux canons de DCA et aux accidents, la Luftwaffe s'engagea dans des bombardements nocturnes.
Les Britanniques avaient commencé avant la guerre à mettre à sur pied un réseau de radars, le Chain Home, qui joua un rôle important dans l'organisation défensive du pays. Chez les Allemands, les scientifiques improvisèrent des aides par radionavigation afin d'aider les pilotes à trouver leurs cibles dans le noir. Enfin, le travail des casseurs de codes à Bletchley Park permit aux Britanniques de prévenir les attaques en surveillant leurs transmissions et donc de concentrer leurs défenses aux endroits visés.

### Revanche britannique

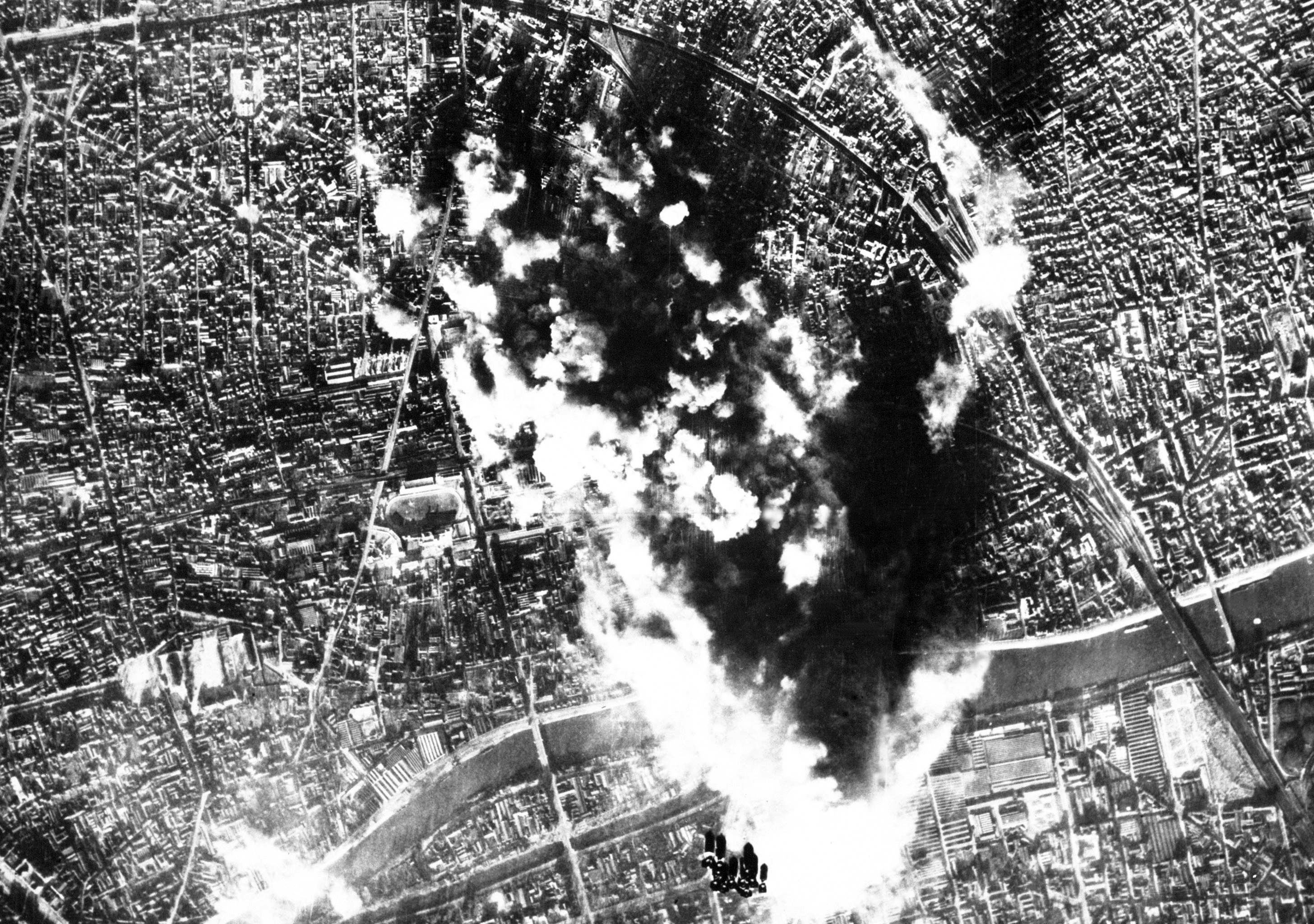
Bombardement américain sur Bécon-les-Bruyères dans la banlieue parisienne, visant une usine de roulement à billes et des dépôts de pièces détachées pour moteur Hispano-Suiza, 31 décembre 1943.

Les Britanniques répliquèrent avec leur propre campagne de bombardements nocturnes mené par la Royal Air Force Bomber Command qui commença symboliquement en 1940, puis de façon stratégique en 1942 avec le bombardement de Lübeck, pour culminer de façon massive à la fin de la guerre. Mais à cause d'une visée peu précise, ces campagnes eurent peu de succès, comme le montra le rapport Butt (en) d'août 1941, qui conduisit le député et savant A. V. Hill à déclarer, le 24 février 1942 : 
« La baisse de production [industrielle] lors des pires mois du Blitz a été à peu près égale à celle observée lors des vacances de Pâques... »
Deux mesures furent prises : au lieu de viser précisément des cibles particulières, les Britanniques se mirent à procéder à des bombardements dans des zones à forte concentration humaine, ce qui vise à faire le plus de dégâts matériels et à tuer le plus de travailleurs possibles, tout en cassant le moral des habitants. C'est la doctrine du « bombardement de zone » (area bombing), formalisée dans la Directive sur le bombardement de zone du 14 février 1942, qui, de fait, menait à la dissolution de la distinction entre civils et combattants. À la tête des opérations, l'Air Marshall Arthur Harris, surnommé « le Boucher ». D'autre part, les équipages furent entraînés, les avions pourvus d'aides électroniques et une force d'« éclaireurs » fut créée afin de marquer les cibles pour les bombardiers Avro Lancaster. Selon le colonel Guisández Gómez (1998) :
«  L’analyse stratégique reposait sur les prémisses suivantes :
- pour envahir le continent, l’Angleterre avait alors besoin de 15 divisions blindées et de 70 autres divisions ;
- le bombardement des villes allemandes de la Ruhr obligeait la chasse de la Luftwaffe à défendre le cœur de l’Allemagne, ce qui réduisait sa présence sur d’autres fronts, et en particulier sur le front russe ;
- les batteries antiaériennes allemandes étaient polyvalentes : on les utilisait également contre des chars et des véhicules blindés. Le bombardement des grandes villes allemandes impliquait que les batteries antiaériennes se retirent du front pour se déployer autour des villes. »

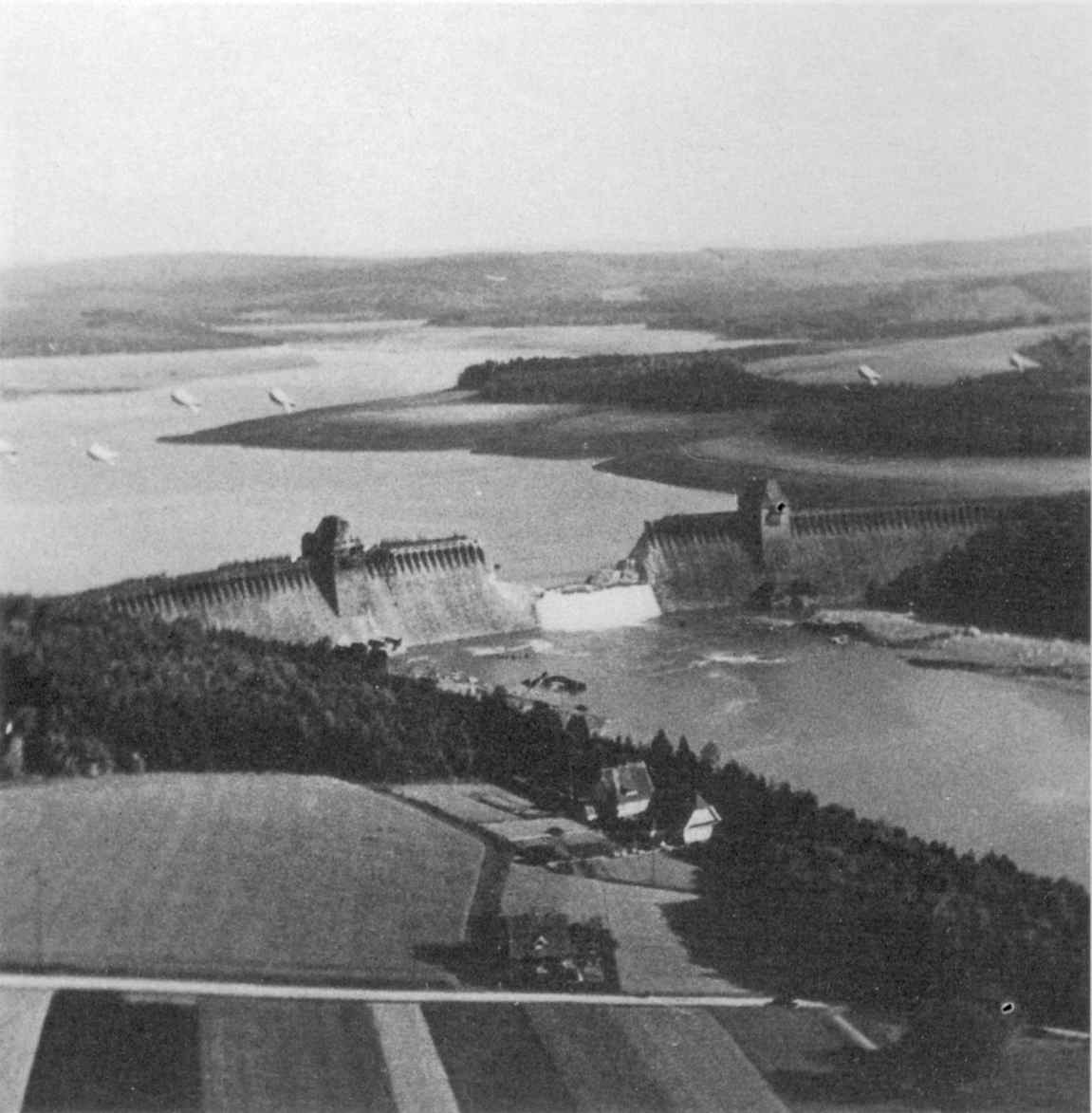
Le barrage de Möhne, dans la Ruhr, le 17 mai 1943, lendemain de l'Opération Chastise.

Pour guider les groupes de bombardiers, les Anglais développèrent des techniques de radionavigation, en particulier le système OBOE. Les émetteurs étant situés en Angleterre, la précision baissait fortement lors des bombardements à longue distance. Le système GEE, puis LORAN (Long Range Navigation - encore utilisé aujourd'hui en tant qu'appareil de secours en cas de panne du système GPS), permet d'améliorer celle-ci : des chasseurs-bombardiers Mosquito larguent des fumigènes éclairants sur la cible, suivis par plusieurs vagues de bombardiers. L'escorte est constituée des nouveaux chasseurs d'escorte à très long rayon d'action, tels le P-38 Lightning et le P-51 Mustang.

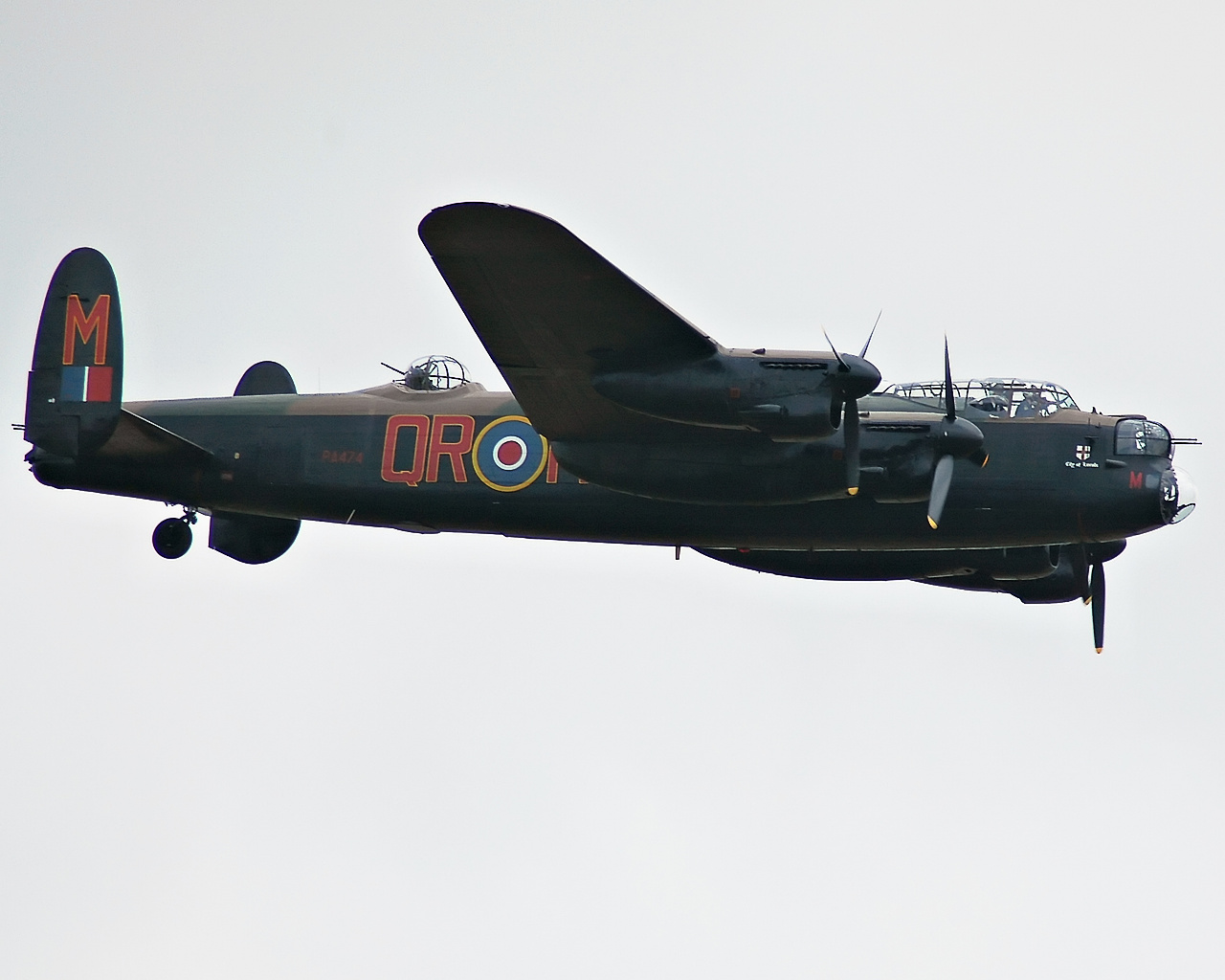
L'Avro Lancaster devient le fer de lance du Bomber Command comme lors du bombardement de Dresde.

Les bombardiers quadrimoteurs lourds étaient produits en série au Royaume-Uni, dans une telle proportion que d'autres secteurs vitaux de l'industrie d'armement manquaient de ressources. Jusqu'en 1944, les effets de ces bombardements sur la production allemande étaient relativement faibles et ne justifiaient pas cette mobilisation des ressources. Mais cet effet devint de plus en plus significatif : chaque destruction allégeait quelque peu la tâche des Soviétiques sur le Front de l'Est. Pour les bombardements de nuit britanniques, 40 % des équipages localisaient leur cible [réf. nécessaire].
Fin 1942, les États-Unis entrèrent sur le théâtre européen des opérations, initiant leur propre campagne de bombardements stratégiques avec la 8th USAAF, puis, à partir de 1943 en Méditerranée, avec la 15th USAAF. Contrairement à Londres, Washington refuse la doctrine du « bombardement de zone », préconisant au contraire le « bombardement de précision » et choisit donc des bombardements diurnes, censés être plus précis que les raids nocturnes britanniques. Néanmoins, ces campagnes demeuraient extrêmement meurtrières pour les civils, souvent situés à côté des installations militaires visées.
Les régions industrielles comme la Ruhr (avec l'opération Chastise de mai 1943, au cours de laquelle on inventa la « bombe rebondissante » afin de détruire des barrages de la Ruhr, inondant la vallée), les zones de production d'hydrocarbures dans le cadre de la campagne de bombardements contre les ressources pétrolières de l'Axe, ainsi que les villes comme Hambourg (lors de l'opération Gomorrah en juillet 1943) puis Dresde (février 1945) subirent ces « tempêtes de feu » faisant chaque fois des milliers, voire des dizaines de milliers de morts, essentiellement parmi les civils. L'« attaque aérienne contre Hambourg, écrit Sven Lindqvist, a tué plus de personnes que l'ensemble des frappes aériennes allemandes contre toutes les villes anglaises visées », avec environ 50 000 morts, la plupart ayant été tués la nuit du 28 juillet 1943. Mais dès janvier 1944, la production industrielle de Hambourg est rétablie à 80 %. Le bombardement de Dresde fit entre 25 000 et plus de 100 000 victimes, selon les estimations ; la température montant à plus de 1 000 degrés. L'un des rares critiques du bombardement de zone, aux côtés de l'évêque et Lord George Bell et de son camarade Alfred Salter, le député travailliste Richard Stokes déclare alors :
« Mis à part le bombardement stratégique, sur lequel j'ai des doutes très sérieux, et le bombardement tactique, que j'approuve s'il est effectué avec une précision raisonnable, le bombardement de terreur est, à mon avis, indéfendable, en quelque circonstance que ce soit. »
En tout, les bombardements des Alliés contre l'Allemagne firent 500 000 victimes civiles. Pour la seule année 1943, les Alliés déversèrent 180 000 tonnes de bombes sur l'Allemagne.
Chez les Alliés, les pertes aériennes furent lourdes : lors du bombardement de Nuremberg, des centaines d'appareils furent perdus, pas moins de 44 % des pilotes engagés dans ces opérations y perdirent la vie [réf. nécessaire]. 56 000 pilotes britanniques furent tués au champ de bataille. Selon S. Lindqvist, « le fait de guerre le plus important du Bomber Command a peut-être été, justement, d'obliger les Allemands à investir autant de ressources dans la défense de leurs villes ».
Les pays occupés par l'Axe furent aussi bombardés pour gêner l'industrie de guerre et les communications ennemies. Plus de 67 000 Français ont été victimes de ces raids (un millier en 1942, près de 5 500 morts en 1943 dont la moitié pour le seul mois de septembre et toutes les autres victimes au cours de l'année 1944 et particulièrement en mai) lors des pilonnages intensifs contre les réseaux ferroviaire et lors de l'opération Chattanooga Choo-choo, qui précédèrent le débarquement de Normandie.
À la fin de la guerre, l'Allemagne lança les premiers missiles de croisière et missiles balistiques de l'histoire, les V1 et V2. Les premiers étaient économiques (3 500 RM, contre 35 à 40 000 pour un seul moteur d'avion allemand de l'époque), les seconds relativement couteux (50 000 RM), et les deux économisaient les hommes d'équipage, mais leur précision était trop limitée et leur impact sur la guerre ne fut que symbolique. A posteriori, il apparut que le bombardier et ses munitions classiques restait plus économique pour une efficacité destructrice donné, surtout quand on peut s'assurer la maitrise de l'air, et après la guerre ce type de missile ne le supplanta pas immédatement.
Auschwitz, enfin, ne fut guère ciblé, malgré les demandes de la communauté juive américaine au printemps 1944. Un long débat historique s'ensuivit. Le 13 septembre 1944, un raid vise Monowitz, une usine de fabrication de caoutchouc synthétique à quelques kilomètres du camp d’Auschwitz. Certaines bombes tombent sur le camp, tuant accidentellement une dizaine de déportés, mais démontrant aussi la possibilité de détruire le camp ou les voies ferroviaires y menant. En 2008, au cours d'une visite au Mémorial de Yad Vashem, le président George W. Bush aurait déclaré, de façon informelle, à sa conseillère Condoleezza Rice : « Nous aurions dû bombarder » [Auschwitz].

### Campagnes du Pacifique

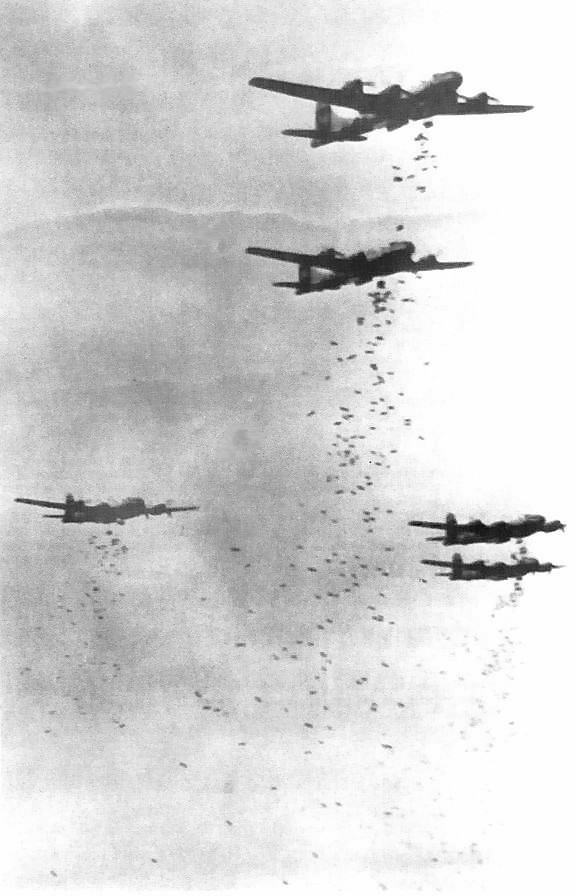
Boeing B-29 Superfortress dans un lâcher de bombes sur le sol du Japon en 1944 ; cet avion était le seul détenant un rayon d'action suffisant pour frapper l'archipel depuis les îles alors sous contrôle américain ou depuis la Chine.

Après l'attaque de Pearl Harbor (7 décembre 1941), qui achève de joindre les théâtres européen et asiatique, déjà liés par les accords diplomatiques, la guerre devient effectivement mondiale. Au début, les B-17 américains sont stoppés par les chasseurs nippons. Il faut ainsi attendre 1944 et le B-29 Superfortress, premier bombardier stratosphérique doté de plus d'un long rayon d'action, pour pouvoir effectuer des bombardements importants sur les villes japonaises. Le général Curtis LeMay utilisa les bombes incendiaires et introduisit l'emploi du napalm sur les maisons de bois de Tokyo le 24 novembre 1944 par un raid massif ("carpet bombing" : tapis de bombes, sans distinction des objectifs civils, militaires, économiques, etc.). Plus de la moitié de la capitale fut détruite lors des bombardements de février-mars 1945 (environ 100 000 victimes lors de la tempête de feu qui s'ensuivit, soit plus qu'à Dresde ou Hambourg). Nagoya, Ōsaka et Kobe furent également détruites.
Bien que n'ayant reçu lors d'une relativement brève campagne de bombardement qu'aux alentours de 160 000 tonnes de bombes, soit un dixième du tonnage de munitions largués lors des diverses campagnes de bombardement de cette guerre, le Japon comptabilise 58 % des 860 000 victimes civiles tuées en Allemagne, Royaume-Uni et Japon par des bombes lors de la guerre.

### Controverses sur les bombardements de la Seconde Guerre
L'exemple du bombardement de Dresde en février 1945, en est l'exemple typique : le but du commandement était réellement d'anéantir une ville (le bombardement fit plus de 35 000 morts en quelques nuits), pensant avancer ainsi de quelques mois la fin de la guerre. Winston Churchill explicita les intentions de ces bombardements dans la première version (28 mars 1945) d'une lettre au général Ismay : « Il me semble que le moment est venu de revoir la question des bombardements de villes allemandes pratiqués à seule fin d'augmenter la terreur, bien que sous d'autres prétextes. »
Les bombardiers anglo-saxons détruisant Dresde procédaient par tapis de bombes : volant en formation serrée et larguant leurs bombes en même temps indistinctement, afin d'aplatir la ville. Inutile de préciser la terreur ressentie par la population sous un tel déluge de feu et d'acier ; cependant celle-ci semble avoir été plus résolue après qu'avant le bombardement.
L'impact des attaques délibérées des centres urbains fait débat, qui est l'aspect le plus critiqué des opérations alliées quant à leur efficacité rapportée à leur coût humain et culturel. Dès 1940, les raids de la Luftwaffe sur le Royaume-Uni, qui renforcèrent plutôt la détermination des Britanniques à résister, auraient dû semer le doute sur cette méthode. Les bombardiers du maréchal Harris commencent à frapper massivement le Reich à partir de 1942, avec des moyens à côté desquels ceux du terrible blitz de 1940 semblent bientôt dérisoires. Au total, 1 350 000 tonnes de munitions ont été lâchées sur l'Allemagne entre 1942 et 1945, soit, si l'on retranche l'acier, 450 000 tonnes d'explosif, ce qui représente l'équivalent en puissance de 25 fois la bombe atomique lâchée sur Hiroshima.
Il y eut environ 300 000 victimes civiles et 150 villes détruites aux deux tiers, aux trois quarts ou aux quatre cinquièmes ; la ville de Berlin est en grande partie détruite, le centre-ville un désert de ruines. En 1945, 20 % des logements sont dits « inhabitables », ce qui est un taux relativement faible par rapport à d'autres cibles de l'aviation britannique. Les bombardements alliés se sont concentrés sur les quartiers centraux, mais ont épargné volontairement des zones proches des aéroports que l'on souhaitait utiliser après la fin des hostilités.
La notion d'« objectif militaire légitime » fut ainsi étendue jusqu’à être vidée de son sens : l'exemple de Dresde, illustre ville d'art incendiée le 13 février 1945 alors que le sort du régime hitlérien ne faisait plus guère de doute, est le plus connu (cette opération détient le record historique du plus grand nombre de personnes tuées en une fois en un même lieu, selon l'historien militaire américain Lt. Col. Mark A. Clodfelter, si l'on excepte les bombardements sur le Japon). Dresde, avant guerre, avait à peu près la réputation de Venise ou de Prague en matière culturelle.
Parmi les autres raids dont l’utilité est remise en cause, on peut citer ceux sur Pforzheim, le 23 février suivant, ville sans importance militaire réputée pour son horlogerie et ses églises, ou le 16 mars sur Wurtzbourg, vieille cité épiscopale baroque regorgeant de richesses artistiques, ou encore sur Potsdam, faubourg huppé de Berlin, équivalent de Versailles en France, attaqué quinze jours avant la fin du conflit, épargnant les châteaux[réf. nécessaire].
Les plus importantes atteintes au patrimoine furent ainsi concentrées dans les quatre derniers mois du conflit.
La volonté de satisfaire une opinion publique britannique assoiffée de représailles est démentie par des sondages effectués sur l'opportunité de ces attaques indiscriminées montrant que c'était ceux qui ne les avaient point subis en 1940 (les provinciaux) qui étaient les moins enclins au fair-play.

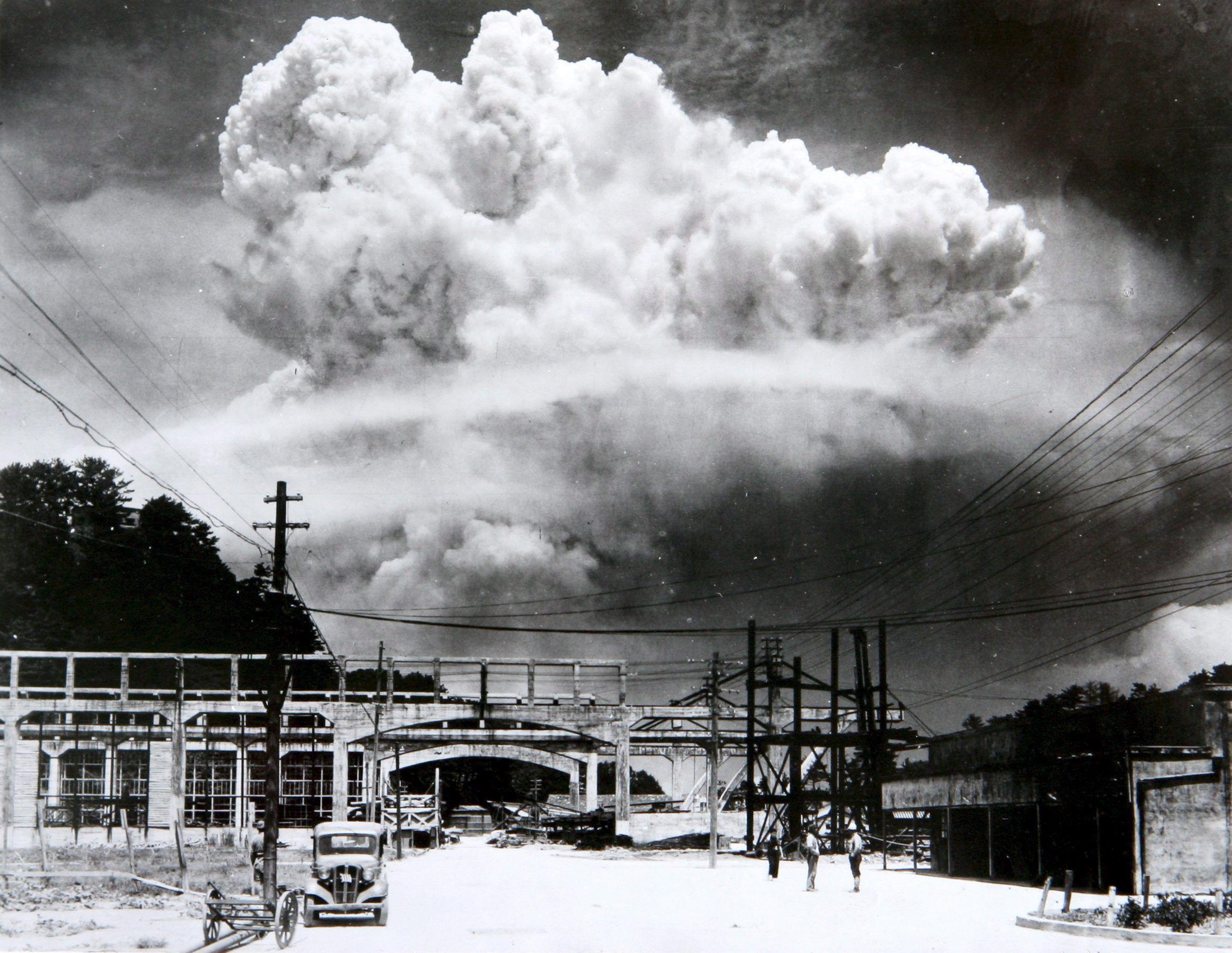
Nuage nucléaire au-dessus de Nagasaki, après le largage d'une bombe atomique par les États-Unis. La photo a été prise à partir de la ville de Koyagi-jima située à 10 km.

Il ne faut pas non plus négliger l'influence des lobbies industriels et militaires : il y avait bien, alors, un véritable lobby du bombardement sur zone[réf. nécessaire], grand consommateur de munitions. Enfin Harris était aux commandes, une méthode arrêtée, mise en œuvre et poursuivie : il est très hasardeux de changer constamment de stratégie.[réf. souhaitée] Enfin la désignation d'objectifs ennemis, simples taches sur une carte, devient vite une routine, une ville suivant l'autre au gré des ordres de mission et des conditions météo. D'ailleurs, vers la fin de cette campagne, le seul motif pour lequel une ville était désignée comme objectif n'était plus guère que le seul fait qu'elle « n'avait pas encore » été attaquée)[non neutre]Interprétation abusive ?.
Il faut rappeler, par souci d'équité, que l'impréparation des technocrates et des stratèges alliés consista aussi à envoyer le soldat britannique dans de très dangereuses missions, sans trop se poser de problèmes de sécurité opérationnelle : 10 % des victimes de ces bombardements sont des aviateurs britanniques, soit plus de 55 000 morts, dont certains, cueillis au sol par des civils assoiffés de vengeance, furent parfois lynchés dans des conditions atroces.[non neutre]
La reconstruction architecturale en Allemagne après la Seconde Guerre mondiale, malgré les énormes dégâts, se fit toutefois relativement rapidement en Allemagne de l'Ouest.

## Postérité: du bombardement de zone au bombardement de précision?

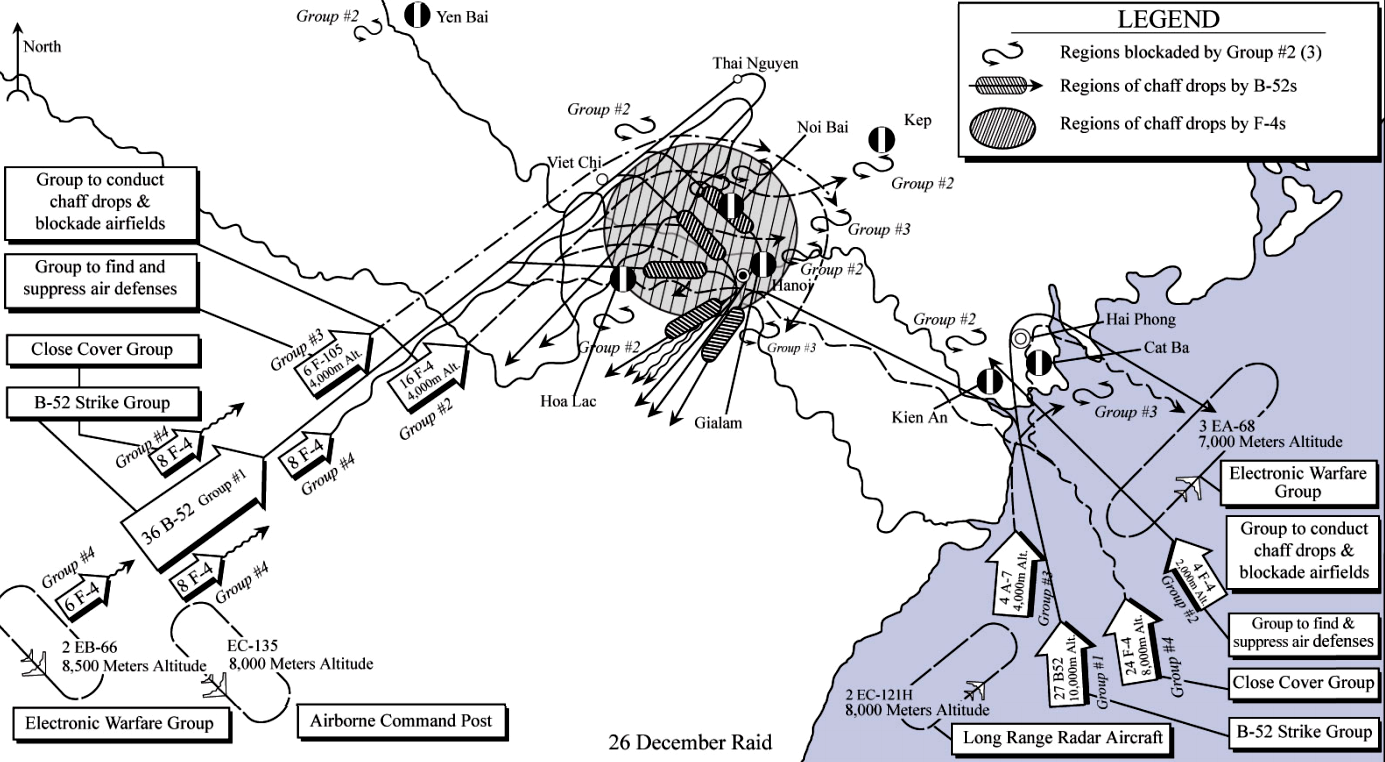
Plan du raid du 26 décembre 1972 sur Hanoï dans le cadre de l'opération Linebacker II. L'utilisation de B-52 pour obtenir un objectif politique précis a été un succès cette fois-ci.

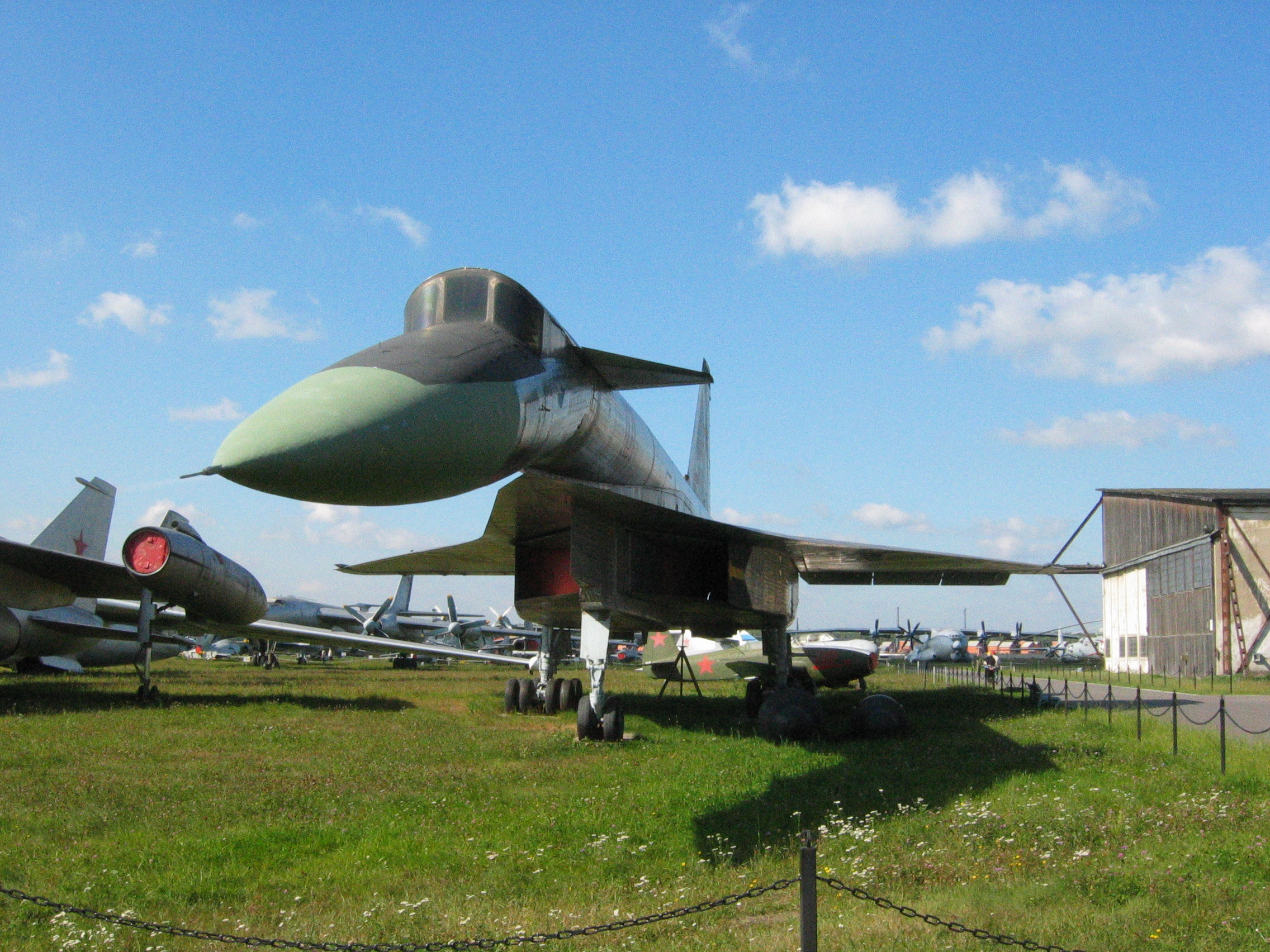
Prototype de bombardier Soukhoï T-4 supersonique soviétique durant la guerre froide destiné à l'aviation à long rayon d'action. Ce projet ambitieux fut comme bien d'autres abandonné en raison de contraintes techniques et financières.

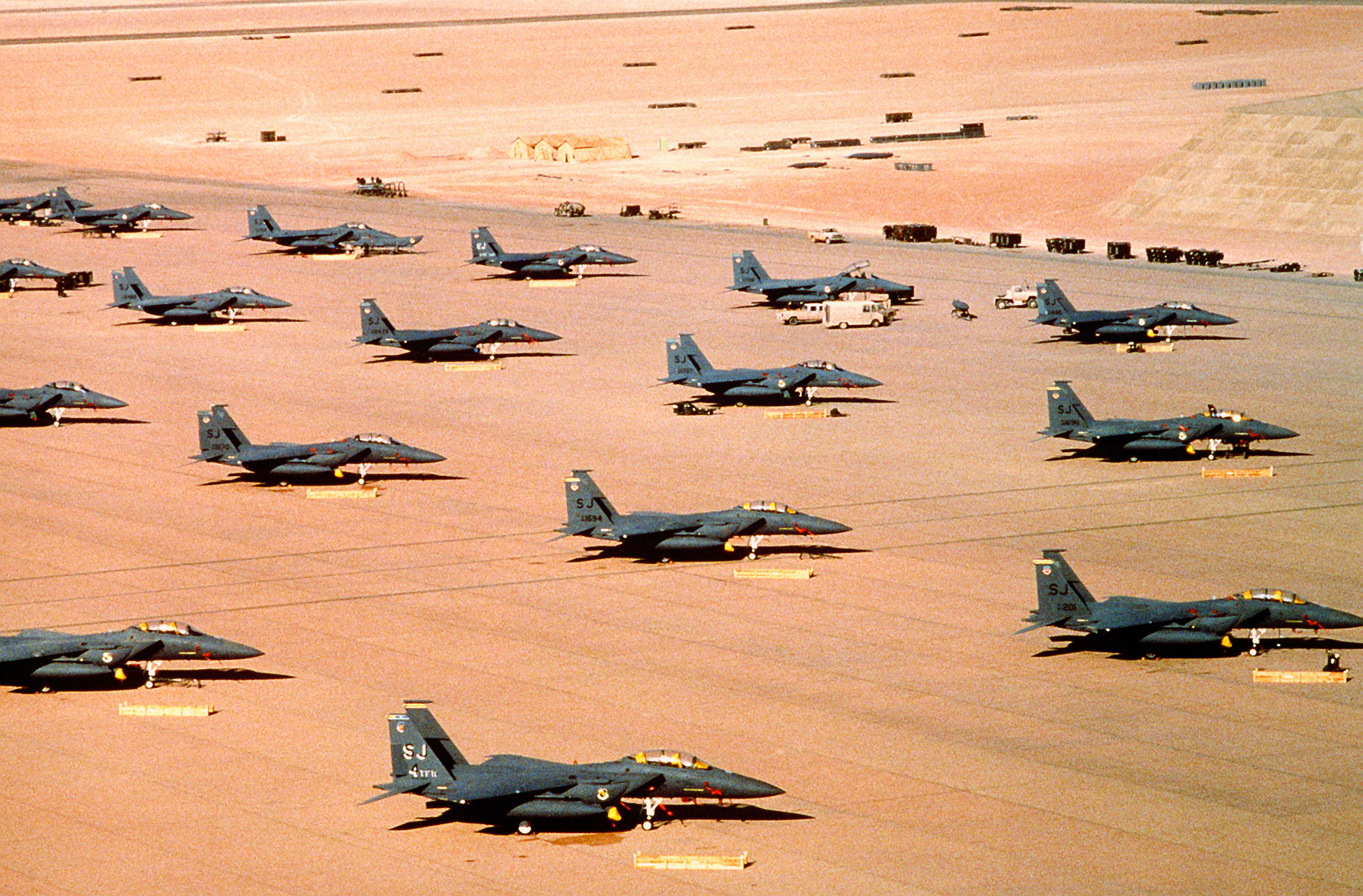
Une petite partie des Strike Eagles de l'USAF durant la guerre du Golfe de 1991, ces chasseurs-bombardiers biplace entrés en service en 1986 transportent une charge offensive pouvant dépasser les 10 tonnes contre 3 tonnes pour le Boeing B-17 Flying Fortress avec une précision démultipliée.

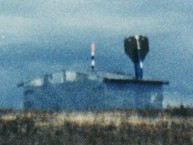
Test de la première bombe guidée par GPS le 10 février 1993 sur Eglin AFB. L'objectif souhaité par les militaires est une cible, une bombe au lieu des tapis de bombes autrefois nécessaires pour détruire un objectif.

Dès la signature de l'armistice le 8 mai 1945, les opérations de bombardement stratégique reprennent, en commençant par les massacres de Sétif et Guelma en Algérie, suivies du bombardement de Damas en 1945 ordonné par le général Oliva-Rouget. En août, c'est au tour d'Hiroshima et Nagasaki d'être détruits par les premières bombes atomiques de l'histoire, ouvrant l'ère de l'équilibre de la terreur et de la dissuasion nucléaire. Cela fut suivi de la bombe H (1952) puis du premier missile balistique intercontinental (Spoutnik en 1957) et des sous-marins nucléaires lanceurs d'engins avec les missiles Polaris. Si Hiroshima et Nagasaki pouvaient encore être considérés comme du bombardement de zone, la puissance massive développée par la suite empêchait toute identification de l'usage du nucléaire avec le bombardement de zone.

### Dissuasion nucléaire et poursuite du bombardement de zone jusqu'aux années 1980
Le caractère démesuré de la puissance nucléaire, regroupée aux États-Unis dans le Strategic Air Command, conduisait à rendre inutilisable les bombardiers nucléaires, à moins de risquer l'anéantissement de pays entiers, théorisé dans la « destruction mutuelle assurée » (MAD). La crise des missiles de Cuba, en 1962, renforce l'idée de l'impossibilité éthique d'utiliser la force nucléaire, laquelle continue à exister en tant que « force de dissuasion nucléaire ». Les conflits continuent donc à faire appel aux armes conventionnelles, qui sont perfectionnées, tant par le progrès aéronautique, avec les bombardiers intercontinentaux, tels le Convair B-36 Peacemaker (dont le nom est un condensé idéologique) ou les B-52, que par le progrès en matière d'explosifs, avec le développement du napalm, de bombes-gigognes (ou armes à sous-munitions, des armes anti-personnel, à l'instar de la bombe CBU-24 utilisée au Viêt-Nam) ou des bombes à fragmentation, des armes thermobariques comme le Fuel-Air Explosive (émettant un gaz incendiaire), etc.
Au cours de la guerre froide, la quantité de bombes lancées explose. Selon Sven Lindqvist :
« Pendant la Seconde Guerre mondiale, les États-Unis ont largué au total deux millions de tonnes de bombes. En Indochine, on a largué au moins huit millions de tonnes de bombes, avec une puissance explosive d'environ six cent quarante fois Hiroshima.

Pendant la Seconde Guerre mondiale, 70 % des bombes américaines étaient dirigées contre des objectifs isolés, et seulement 30 % contre des zones entières. En Indochine, le bombardement de zone est passé à 85 %. En Allemagne et au Japon, on a lancé vingt-six kilos de bombes à l'hectare. En Indochine, cent quatre-vingts kilos.
Le Sud-Viêt Nam a pris le plus gros. À la fin de la guerre, il restait dix millions de cratères de bombes sur une superficie totale de cent mille hectares.

Pourtant, les représailles flexibles ont échoué. Les bombes ont prolongé la guerre, mais elles n'ont pas pu en modifier l'issue. Le 30 avril 1975, le régime de Saigon tombe. »
De 14 000 tonnes de napalm larguées par les États-Unis, principalement contre le Japon, on passe à 32 000 tonnes lors de la guerre de Corée lancées par l'US Air Force, et à 373 000 tonnes d'un napalm perfectionné au Viêt-Nam.
Progressivement, le bombardement de zone est remis en question. Les stratèges militaires avaient surestimé les dommages que pourraient causer une poignée de bombardiers et sous-estimèrent la résistance des populations, ce qui fut démontré lors de la Seconde Guerre mondiale et surtout lors de la décolonisation et des conflits liés à la guerre froide, comme la guerre de Corée ou la guerre du Viêt-Nam, avec en particulier l'échec de l'opération Rolling Thunder (1965-68).
On ne pouvait concevoir qu’un bombardement quantitatif (« tapis de bombes »), avec un rendement unitaire très faible et un coût économique très important. En fait, les nombreux conflits liés à la décolonisation ou/et à la guerre froide (de la guerre de Corée à la guerre du Viêt-Nam, en passant par la rébellion Mau Mau au Kenya, la guerre en Malaisie (1948-60), la guerre d'Algérie ou l'insurrection malgache de 1947), caractérisés par un usage massif du « bombardement stratégique », couplé au napalm, en particulier sous la forme du « bombardement de zone » ou « tapis de bombes », ont montré que même la destruction massive du territoire et des populations ne suffisait pas à gagner la guerre et encore moins à anéantir le moral de la population, en raison des facteurs politiques tant des régimes en guerre (rôle de l'opinion publique dans les démocraties, etc.) que de la nature même du conflit (droit à l'autodétermination des peuples).[réf. nécessaire] Si le bombardement stratégique faisait la preuve indéniable de ses capacités de destruction, celles-ci ne suffisaient pas à remporter la guerre. Dès 1942, Alexander de Seversky avait affirmé :
« Curieusement, l'une des caractéristiques de l'arme la plus moderne est qu'elle trouve son efficacité maximum quand elle est utilisée contre les civilisations les plus modernes. »
On vit réapparaitre à partir des années 1970 les frappes par missiles balistiques. La première utilisation a lieu lors de la guerre du Kippour lorsque les forces armées égyptiennes lancèrent trois Scud-B le 22 octobre 1973 en direction de ponts israéliens. Ils étaient les premiers missiles balistiques tirés en opérations depuis 1945.
Le nom du Scud reste associé à la Guerre Iran-Irak et aux deux guerres du Golfe. Son usage fut particulièrement terrifiant pendant la « guerre des villes » entre le 29 février 1988 et le 20 avril 1988, où l'Iran et l'Irak utilisèrent 900 missiles sol-sol dont environ la moitié était des Scud dotés d'ogives « conventionnelles » contre les centres de population.
Le premier Scud tiré durant la guerre guerre Iran-Irak fut tiré par l'armée irakienne le 27 octobre 1982 contre la ville de Dezful. En 1985, plus d'une centaine sont tirés par l'Irak à partir du 5 mars, début officiel de la « guerre des villes ». L'Iran ayant reçu des Scud par la Libye, les confia au Corps des Gardiens de la révolution islamique qui les utilisa à partir du 12 mars 1985, le pays utilisera également des missiles provenant de Corée du Nord puis des Hwasong-5 puis -6 produits par une usine construite avec son aide. 632 missiles Scud et dérivés auront été tirés durant le conflit, dont 361 par les Irakiens et 271 par les Iraniens.

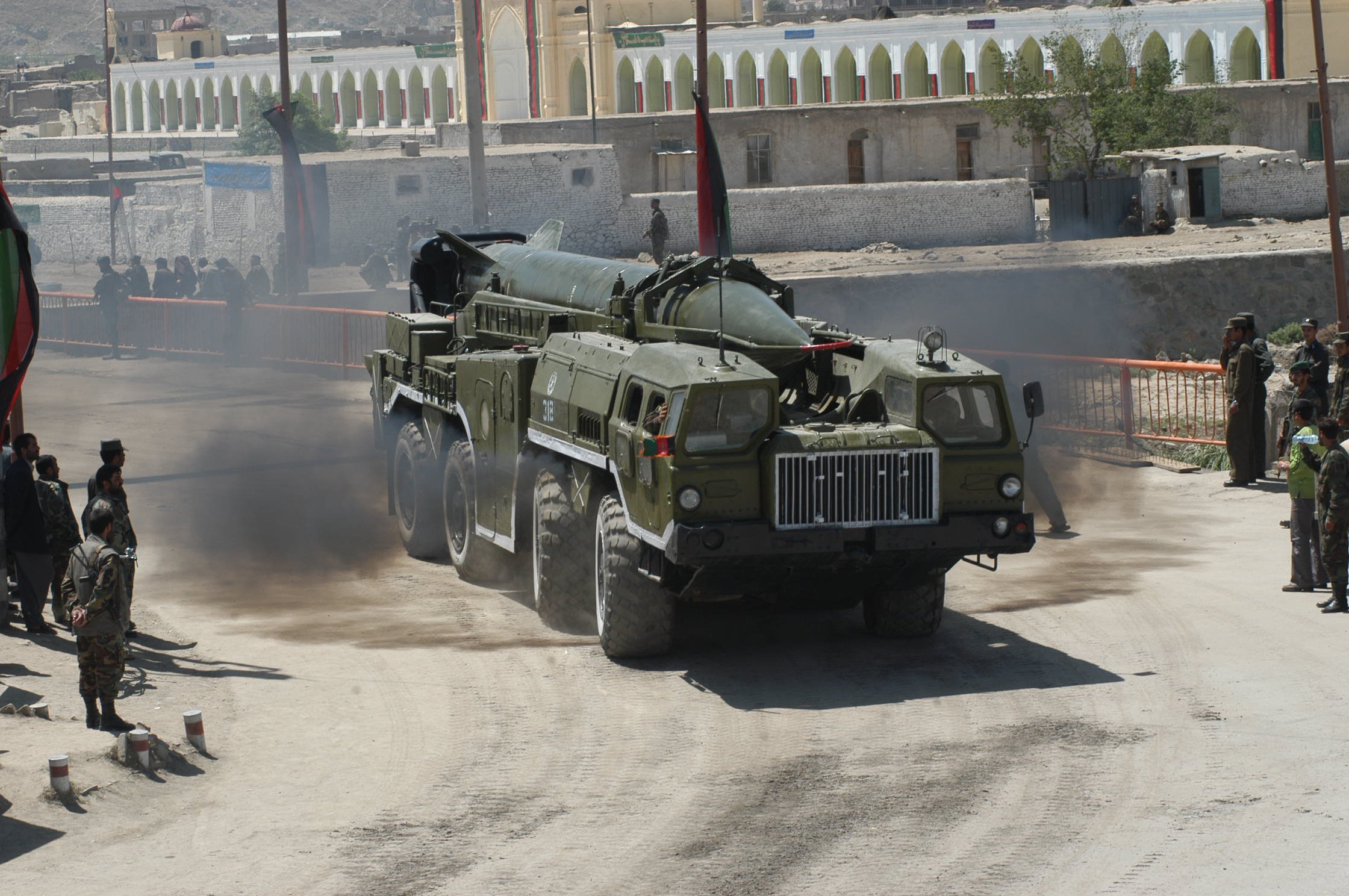
Tracteur-érecteur-lanceur de l'armée afghane en 2004.

À la même époque, les forces soviétiques utilisèrent des Scuds durant la guerre d'Afghanistan à partir de 1985 puis la République démocratique d'Afghanistan utilisera entre 1 700 et 2 000 missiles durant la guerre civile Afghane entre 1989 et 1992, ce qui en fait le plus gros utilisateur de missile balistique de l’Histoire. L'armée gouvernementale afghane commence ses tirs le 1er novembre 1988 avec un pic de 11 lancements lors de la journée du 6 juillet 1989, ceux-ci dureront jusqu’à fin 1991 faisant plusieurs milliers de victimes.

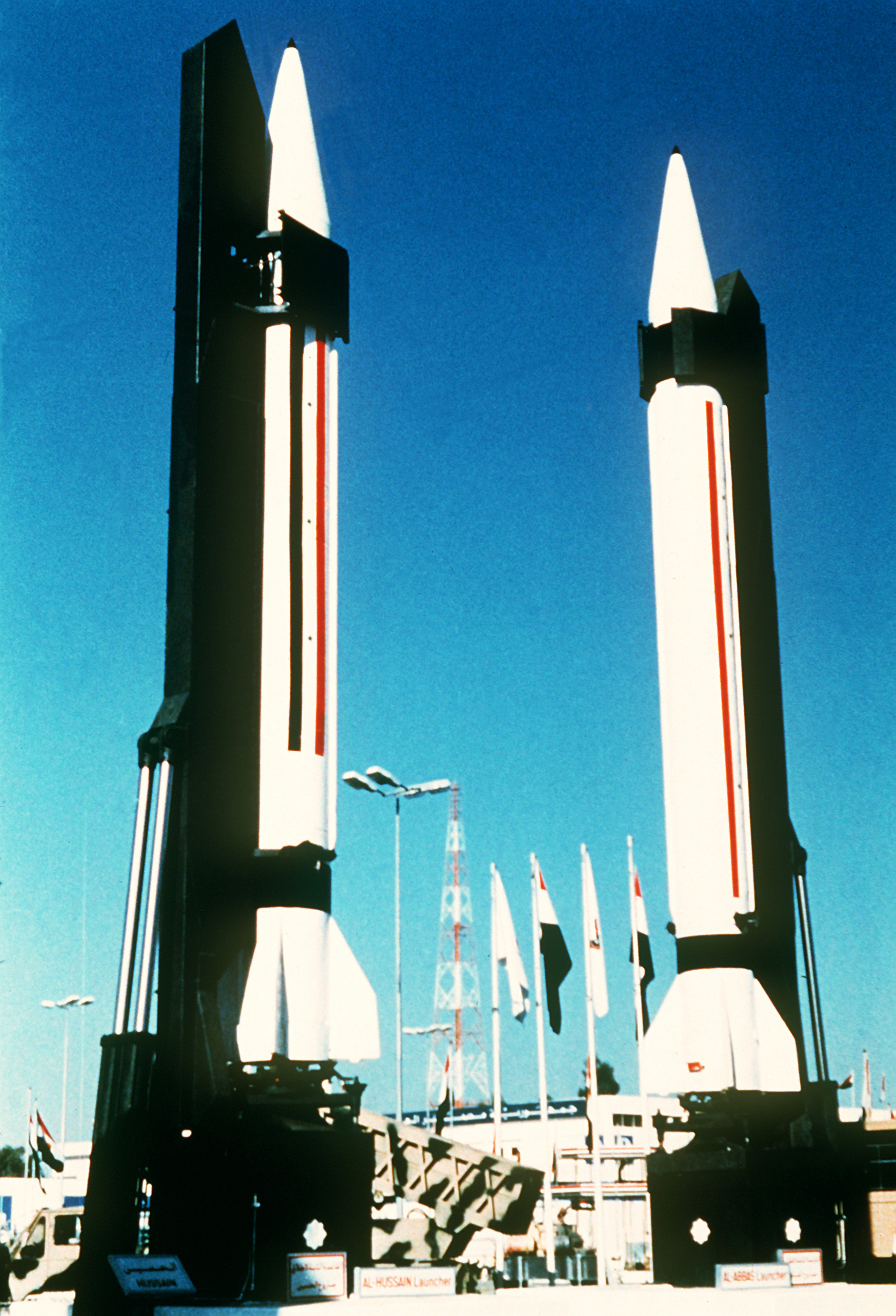
Missiles Al-Hussein irakiens en 1989.

Les Scuds furent utilisés par l'Irak pendant la guerre du Golfe contre l'Arabie Saoudite et contre Israël, certaines sources[Lesquelles ?] indiquent de 81 tirs (sans compter les longs feux) à 93 tirs (comprenant les longs feux), d'autres[Lesquelles ?] indiquent jusqu’à 120 tirs. Leur imprécision évita des dégâts majeurs, l'incident le plus dramatique pour la Coalition durant ce conflit a lieu le 25 février 1991 lorsqu'un Al-Hussein tomba sur un cantonnement près de l’aéroport de Dhahran tuant 28 militaires américains et blessant une centaine d'autres. 2 F-15 stationnés sur l'aéroport furent endommagés lors d'un autre tir.
Plus de 40 ogives sont tirées sur des zones urbaines en Israël, qui n'entraînèrent qu'une perte humaine indirecte, celle d'un enfant arabe israélien asphyxié par son masque à gaz. Israël n'a pas répondu aux attaques.
L'Iran utilisa de nouveau ses missiles en visant des sites de l'organisation des moudjahidines du peuple iranien basés en Irak. 4 missiles en 1994, 3 en 1999, et une vague de 66 missiles tirés à partir de 17 véhicules de transport et de lancement entre 4 h 15 et 7 h 30 le 18 avril 2001 causant des dégâts considérables aux localités de Jalula, Al-Mansuriya, Al Khalis, Bagdad, Kut, Amara et Bassora, entraînant la mort de nombreux civils.
Ils furent également utilisés en nombre durant la guerre civile au Yémen de 1994 par les deux parties.
Les Forces armées de la fédération de Russie l'emploient durant la première (1994) et la seconde guerre de Tchétchénie (1999), ainsi que son successeur, le SS-21 Scarab, uniquement durant la seconde guerre en 1999. On estime à plus de 100 le nombre de missiles tirés durant ces conflits.

### Passage aux bombardements de précision?

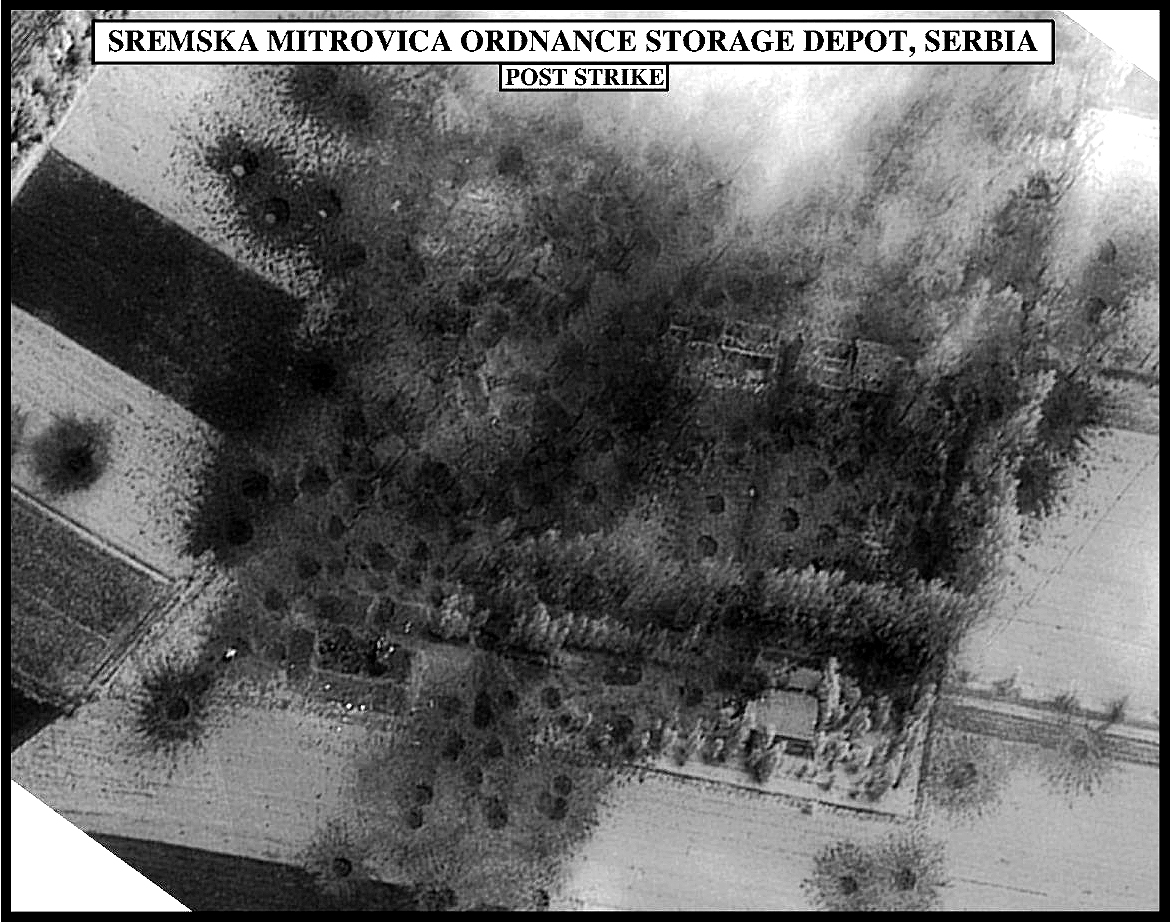
Photographie aérienne réalisée après le bombardement afin d'attester des dommages sur le dépôt d'armes de Sremska Mitrovica dans le cadre de la guerre du Kosovo au printemps 1999.

En 1977, un protocole aux Conventions de Genève de 1949 interdit l'usage du « tapis de bombes » ou area bombing, (art. 51-5(a) du Protocole I), qualifié d'« attaque non-discriminée » contre les civils. Un langage similaire fut utilisé par la Cour européenne des droits de l'homme à propos du bombardement de Katyr-Yurt (2000), dans le cadre du conflit tchétchène (qui n'est techniquement pas une « guerre »).
L'art. 56 du Protocole, intitulé « Protection des ouvrages et installations contenant des forces dangereuses », et qui évoque explicitement « les barrages, les digues et les centrales nucléaires de production d'énergie électrique », remet en cause des opérations analogues à l'opération Chastise (1943). Par ailleurs, la Convention pour la protection des biens culturels en cas de conflit armé de 1954 protège le patrimoine historique .
Lors de la seconde guerre du Golfe, le protocole de 1977 n'avait cependant toujours pas été ratifié par les États-Unis, la France, le Royaume-Uni, Israël, l'Iran et l'Irak. Les années 1990 voient l'avènement des armes guidées avec précision et tirées à grande distance : la conception quantitative a cédé la place à une conception qualitative.
Les premières bombes guidées, ou smart bombs, avaient été développées par l'Allemagne nazie (les Henschel Hs 293 A et les Fx 1400 Fritz X, dotées d'ailerons) et les États-Unis (la Bat, à partir de 1944, et l'Azon). Munies d'un système de guidage par radar, elles demeuraient rudimentaires et ne changeaient pas la stratégie globale adoptée. D'autres techniques de précision avaient également été inventées lors de la Seconde Guerre, comme le viseur Norden, utilisé jusqu'au Viêtnam. L'opposition entre bombes guidées et bombes gravitaires, ou entre dumb et smart bombs, qui permettraient de distinguer clairement le bombardement stratégique de zone du bombardement de précision, n'est pas aussi tranchée qu'on le dit : quel que soit le type de bombe ou d'avion, l'augmentation de la précision a été un objectif constant des ingénieurs. Si un tel dualisme doit donc être relativisé, il est clair que des réels progrès techniques ont été effectués. Néanmoins, malgré ces progrès, les forces armées, y compris celles appartenant aux pays les plus riches, continuent d'utiliser des bombes anciennes et de l'équipement datant du Viêt-nam, voire parfois de la Seconde Guerre mondiale.
À partir des années 1960, on commence à développer les bombes guidées par laser, tels le Paveway, nom générique pour la version américaine. Celles-ci sont utilisées au Viêtnam, les B-52 Stratofortress utilisant des bombes guidées et les F-4 Phantom II des bombes laser (les F-4 étaient aussi utilisés pour la reconnaissance ou le combat aérien). Ainsi, selon l'USAF (1991) :
« Durant la Seconde Guerre mondiale il fallait 9 000 bombes pour toucher une cible de la taille d'un abri pour avion. Au Viêtnam, 300. Aujourd'hui nous pouvons le faire avec une munition guidée par laser tirée depuis un F-117. »

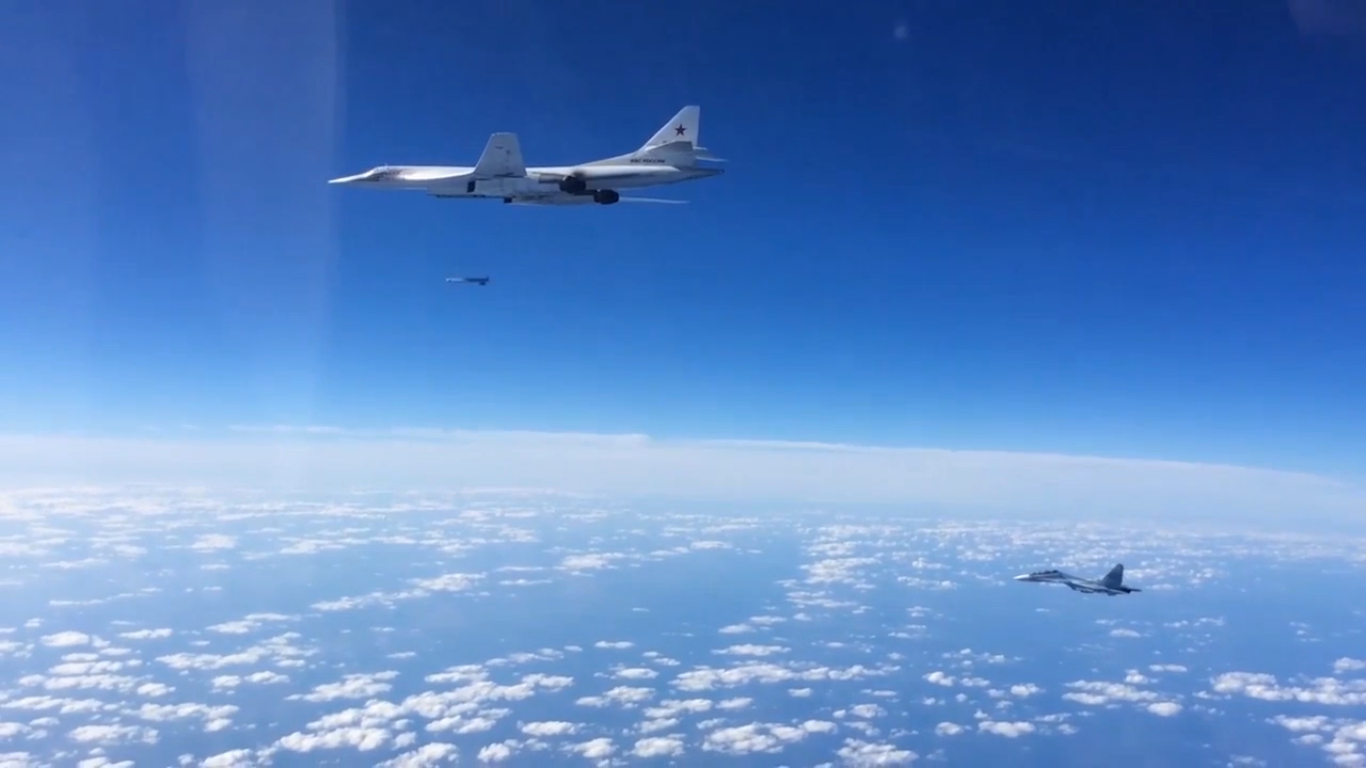
Un Tu-160 de l'aviation à long rayon d'action russe large un missile de croisière Kh-101, version furtive du Kh-55, en novembre 2015, lors de l'Intervention militaire de la Russie en Syrie.

Dorénavant, la possibilité de frapper des cibles avec une prétendue quasi-certitude de succès — malgré la persistance gênante des « dégâts collatéraux » — et des risques très faibles permet de concevoir des opérations aériennes continues, de la zone de combat aux centres vitaux de l’adversaire. Le but est d’obtenir la paralysie stratégique : l’ennemi n’est pas nécessairement détruit, mais il ne peut plus manœuvrer. On s’attaque moins aux forces qu’aux structures de commandement, cela est théorisé depuis les années 1990 dans la théorie des cinq cercles.
La guerre du Golfe de 1991 aurait validé le concept [réf. nécessaire], mais la guerre du Kosovo a montré ses limites (campagne plus longue que prévu pour un résultat ambigu).
Cette mutation a mis largement fin à l’opposition entre l’appui au sol et le bombardement stratégique. Les matériels ne sont plus aussi dissemblables : les avions d'attaque au sol et les bombardiers lourds sont remplacés par des avions de plus en plus polyvalents.

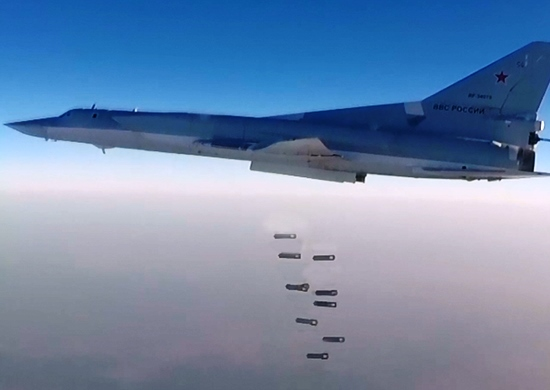
Largage de bombes de 250 kg par un Tu-22M en 2016 au-dessus de la Syrie.

Les derniers véritables bombardiers « lourds » stratégiques actuels, des monstres de technologie d'une valeur exorbitante, tels le B-2 et le Tu-160, ont été conçus dans les années 1970 et 1980. Seuls la Russie et les États-Unis en disposent. La Chine mettant en ligne des bombardiers moyenne portée H-6 dérivé du Tupolev Tu-16. Leur nombre sont en diminution drastique depuis la fin de la guerre froide. Les États-Unis disposent à la fin de la guerre du Golfe de 1991 un total de 290 bombardiers, début 2018, le Air Force Global Strike Command comprend 157 appareils répartis dans 5 escadres comptant un total de 15 escadrons.
En 2020, des études sont en cours dans ces trois pays pour renouveler leurs appareils. Le programme américain à cette date se nomme Long Range Strike Bomber (LRS-B) remplaçant un précédent programme des années 2000, qui fut annulé, celui-ci doit permettre au Northrop Grumman B-21 d’être en ligne dans la seconde moitié des années 2020.

## Déclaration sur la protection des civils contre les armes explosives dans les zones peuplées
Le 18 novembre 2022, 80 États se sont engagés lors d'une conférence à Dublin, à respecter une déclaration soutenue par l'Organisation des Nations unies et le CICR pour restreindre l'usage d'armes explosives dans les zones peuplées. Selon l'accord, qui n'est pas contraignant, ces pays acceptent de réduire l'usage de ces armes dans les régions habitées pour protéger les civils vivant au milieu de conflits. Selon des données de l'ONU sur les conflits depuis 2012, 90 % des victimes d'explosifs dans des zones urbaines sont des civils et 10 % sont des militaires. Les 80 États approuvant la Déclaration sont : Albanie, Andorre, Argentine, Australie, Autriche, Belgique, Brésil, Bulgarie, Cap-Vert, Cambodge, Canada, République centrafricaine, Chili, Colombie, Comores, Costa Rica, Côte d'Ivoire, Croatie, Chypre, Tchéquie, Danemark, République dominicaine, Équateur, Salvador, Finlande, France, Géorgie, Allemagne, Grèce, Guatemala, Guyana, Vatican, Hongrie, Islande, Indonésie, Irlande, Italie, Japon, Kenya, Kiribati, Koweït, Laos, Liechtenstein, Luxembourg, Madagascar, Malawi, Malaisie, Malte, Mexique, Maldives, Monaco, Maroc, Pays-Bas, Nouvelle-Zélande, Norvège, Palaos, Palestine, Pérou, Philippines, Portugal, Corée du Sud, Moldavie, Roumanie, Saint-Vincent-et-les Grenadines, Saint-Marin, Sénégal, Serbie, Sierra Leone, Slovaquie, Slovénie, Somalie, Espagne, Saint-Christophe-et-Niévès, Suède, Suisse, Togo, Turquie, Royaume-Uni, États-Unis, Uruguay.